# Nadleśnictwo Brzeg
Nadleśnictwo Brzeg – jednostka organizacyjna Lasów Państwowych podległa Regionalnej Dyrekcji Lasów Państwowych w Katowicach. Siedzibą nadleśnictwa jest Brzeg.

## Warunki geograficzno-przyrodnicze
Nadleśnictwo Brzeg położone jest na obszarze V Śląskiej Krainy Przyrodniczo-Leśnej.
Administracyjnie leży na terenie województwa opolskiego, w powiatach: brzeskim, namysłowskim i opolskim, oraz na terenie miasta Brzeg. Niewielki fragment nadleśnictwa (25,59 ha) znajduje się w gminie Jelcz-Laskowice, w powiecie oławskim, w województwie dolnośląskim.
Obecnie powierzchnia nadleśnictwa wynosi 15 889,16 ha. W jego skład wchodzi 12 leśnictw w dwóch obrębach Lubsza i Karłowice:
- leśnictwo Barucice
- leśnictwo Dobrzyń
- leśnictwo Kuźnica Katowska
- leśnictwo Kurznie
- leśnictwo Lubsza
- leśnictwo Nowy Świat
- leśnictwo Prędocin
- leśnictwo Rogalice
- leśnictwo Roszkowice
- leśnictwo Stobrawa

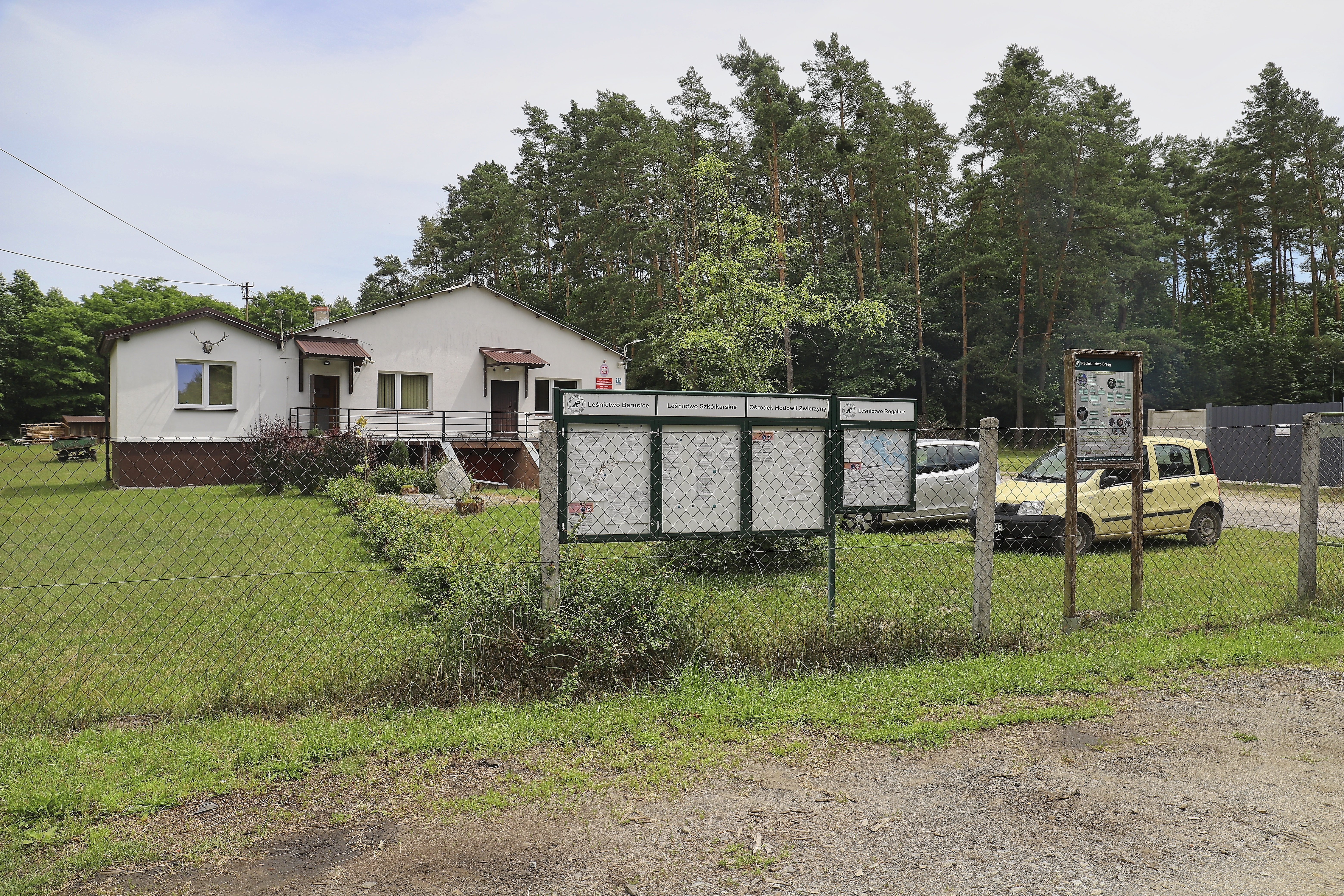
Leśnictwo Barucice

- leśnictwo ds. łowieckich (Ośrodek Hodowli Zwierzyny)
- oraz leśnictwo ds. szkółkarskich.

## Ochrona przyrody
Około 11 924 ha obszaru nadleśnictwa (w tym 11 550 ha lasów) leży w granicach Stobrawskiego Parku Krajobrazowego.
Na terenie nadleśnictwa znajduje się ponadto 5 rezerwatów przyrody: Barucice, Lubsza, Leśna Woda, Przylesie i Rogalice. Do 2010 roku funkcjonował tu także rezerwat Śmiechowice.

## Turystyka
Przez teren Nadleśnictwa Brzeg przebiegają trzy szlaki turystyczne: żółty (13,7 km), zielony (40 km) i niebieski (42,7 km).